# Andria
Andria je historické město v jihovýchodní Itálii, v oblasti Apulie, asi 10 km jižně od města Barletta, asi 15 km jihozápadně od města Trani a asi 10 km od pobřeží Jaderského moře. V roce 2008 se město stalo jedním ze tří center nově vzniklé provincie Barletta-Andria-Trani. V roce 2012 zde žilo 100 432 obyvatel.
Město leží na "Jaderské dálnici" A 14 (Bologna - Ancona - Bari - Taranto) a na železniční trati Bari - Barletta. Hlavním zdrojem obživy je vinařství, pěstování oliv a mandlí..

## Historie
Město založil normanský hrabě Peter kolem roku 1046 na místě stejnojmenné vesnice, když současně rozšiřoval a opevňoval i sousední Barlettu a další sídla. Ve 13. století se stalo oblíbeným sídlem císaře Fridricha II., který v blízkých lesích vybudoval také hrad Castel del Monte. V Andrii zemřely dvě z jeho čtyř manželek a narodil se budoucí neapolský král Konrád IV. Štaufský. Ve 14. století za vlády Anjouovců byla Andria sídlem vévodství a 1350 byla obléhána uherskou armádou. Roku 1431 byly objeveny ostatky městského patrona svatého Richarda z Andrie a byl založen i výroční trh (poslední týden dubna). Roku 1487 získali město Aragonští a budoucí král Fridrich Neapolský. Roku 1552 koupili město Carafové a vládli mu až do roku 1799, kdy je dobyla francouzská revoluční armáda. Po roce 1860 se stalo součástí sjednocené Itálie.

## Pamětihodnosti
- Katedrála Nanebevzetí Panny Marie je románská trojlodní basilika ze 12. století s věží v průčelí a s ozdobnou fasádou. Pod kostelem se zachovala klenutá krypta ze 7. až 8. století, kde jsou patrně pochovány dvě manželky Fridricha II.
- Castel del Monte, osmiboká pevnost ze 13. století s osmi věžemi o samotě v lesích asi 15 km jižně od města.

## Osobnosti města
- Petr I. z Trani (* před 1020), známý také jako Petronius, první normanský hrabě z Trani
- Richard z Andrie († 1196), biskup z Andrie
- Isabela II. Jeruzalémská (1212–1228), manželka Fridricha II., císaře Svaté říše římské, pohřbená v kryptě katedrály
- Isabela Anglická (1214–1241), třetí manželka Fridricha II., císaře Svaté říše římské, pohřbená v kryptě katedrály
- Konrád IV. Německý (1228–1254), člen dynastie Hohenštaufů, jediný syn Fridricha II., císaře Svaté říše římské
- Antonie z Baux (asi 1353–1375), italská šlechtična
- Isabella del Balzo (1465–1533), neapolská královna
- Tuccio d'Andria (konec 15. století), italský malíř
- Vincenzo Carafa (1585–1649), italský jezuita a duchovní spisovatel
- Farinelli (1705–1782), umělecké jméno Carla Maria Michelangela Nicoly Broschiho, slavného italského kastráta
- Ettore Carafa (1767–1799), hrabě z Ruva, italský voják a republikánský vlastenec
- Corrado Ursi (1908–2003), italský kardinál
- Lino Banfi (* 1936), italský filmový herec a moderátor
- Antonio Matarrese (* 1940), italský fotbalový manažer
- Riccardo Scamarcio (* 1979), italský herec a filmový producent

## Galerie

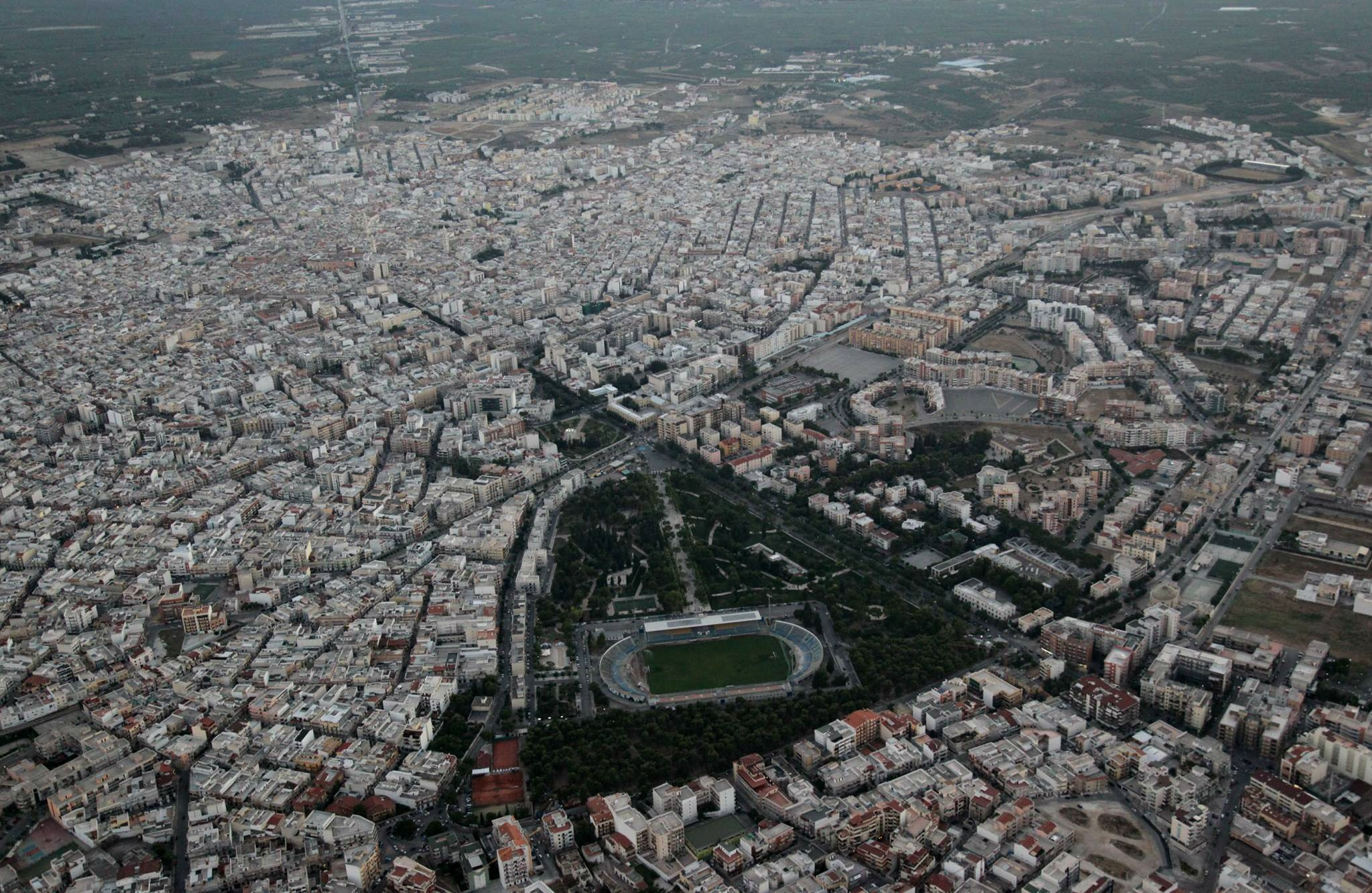
Letecký pohled
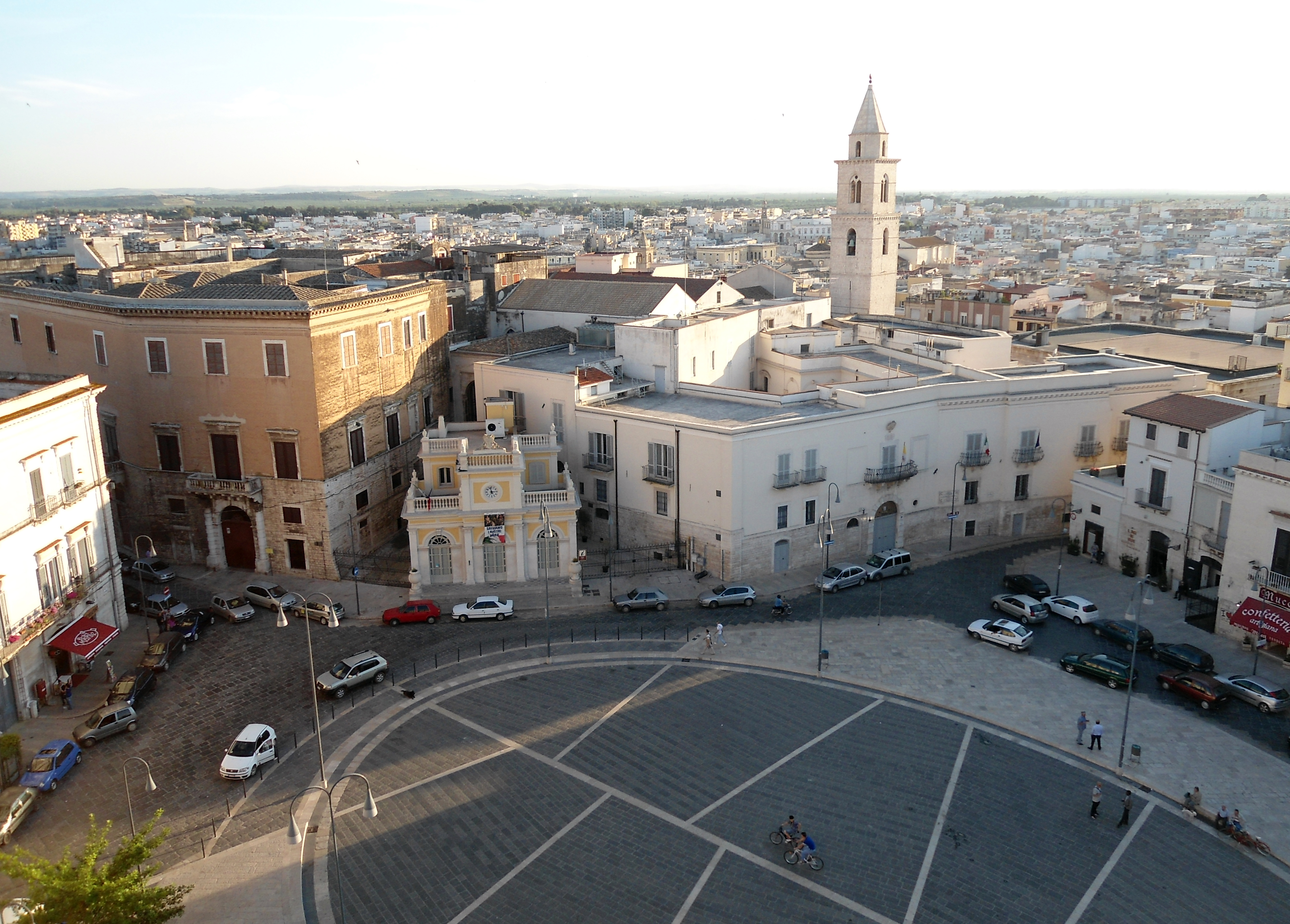
Piazza Catuma
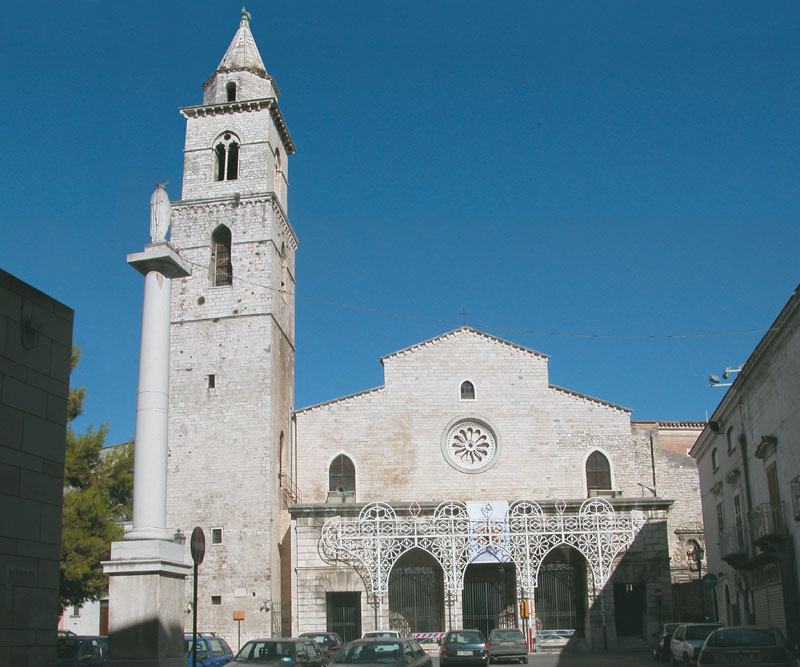
Katedrála Nanebevzetí P. Marie
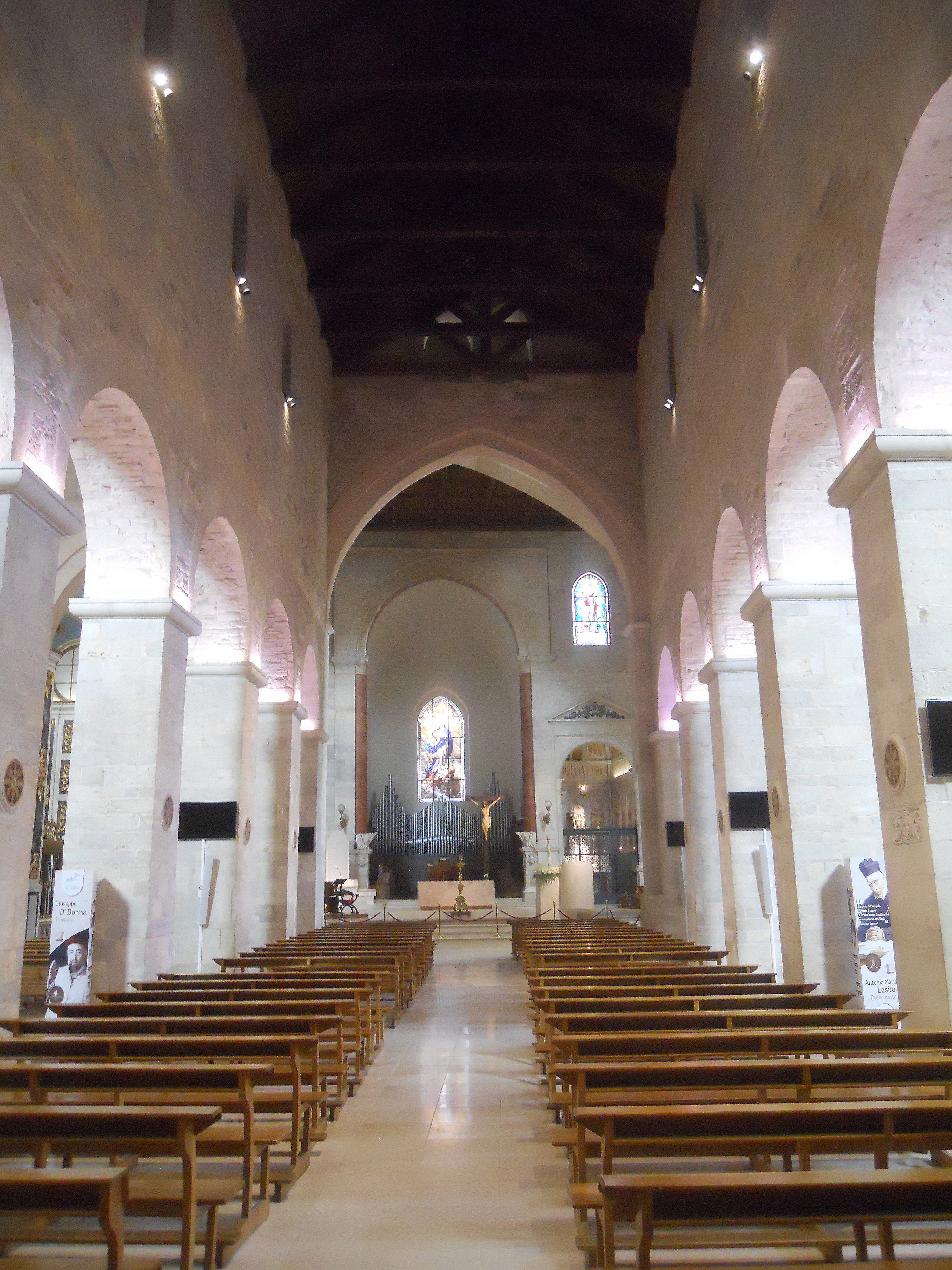
Katedrála, vnitřek

## Vývoj počtu obyvatel
Zdroj: 